# Staythorpe
Staythorpe – osada i civil parish w Anglii, w Nottinghamshire, w dystrykcie Newark and Sherwood. W 2001 civil parish liczyła 85 mieszkańców.